# Tatehuari
Tatewari pr:tatebarì (del Idioma español: Nuestro abuelo fuego) es el dios protector de los huicholes, representando al fuego. Tatewari, es considerado la máxima deidad de la tribu tuapuri. La Ruta Huichol, hoy considerada por algunos estados para ser Patrimonio de la Humanidad, cruza por los sitios sagrados de Wirikuta (Tatewari wahuye). Kauyumari, que es el hermano mayor de la etnia huichol y Tatewari son los que conducen a los huicholes en su viaje a Wirikuta. Durante la ceremonia en Wirikuta se alimenta al fuego (Tatewari), mientras los peyoteros confiesan sus actos sexuales que han tenido a lo largo de su vida o los actos que estos consideren que haya afectado a otros seres mientras el abuelo fuego los protege. Cada vez que se expresa una mala acción se hace un atado con una cuerda, que al final de la ceremonia será entregada al fuego después de haber obtenido la energía que se encuentra alrededor del mismo. 
- Datos: Q6139203